# Ligne de tramway 7 (SNCV Groupe de Mons-Borinage)
La ligne 7 est une ancienne ligne de tramway du Groupe de Mons-Borinage du groupe du Hainaut de la Société nationale des chemins de fer vicinaux (SNCV) qui a fonctionné entre le 11 septembre 1948 et le 15 mars 1970.

## Histoire
Avant le 11 septembre 1948, la ligne circule comme service partiel de la ligne 8 Mons Station-État - Erquennes Dépôt.
Le 11 septembre 1948 la ligne est prolongée par une nouvelle section depuis Dour vers Wihéries Ferme. Depuis le croisement des rues du Général Leman et du Maréchal Foch, la ligne emprunte les rues Grande et Émile Estièvenart puis l'avenue Victor Regnart jusqu'au carrefour avec la rue du Quesnoy à Wihéries, de là elle part en site indépendant vers la rue des Chênes en réutilisant une ancienne plateforme ferroviaire puis de là suit la rue des Chênes jusqu'à l'arrêt de la Ferme peu avant le carrefour avec la route de Quiévrain,. Cette nouvelle extension est construite en voie unique avec des évitements aux points suivants : rue Grande peu après le carrefour avec la rue du Général Leman, à Dour Belvédère, Wihéries Quesnoy et au terminus de Wihéries Ferme.
Un peu plus d'un an plus tard, le samedi 29 octobre 1949 on inaugure le prolongement de la ligne entre Wihéries et le carrefour des rues de Valenciennes et des Wagnons à Quiévrain (le service voyageurs débute le lendemain, dimanche 30 octobre 1949). Ce prolongement a été possible par la construction d'une nouvelle section entre Wihéries Ferme et Baisieux Gare vicinale par la route de Quiévrain et la place d'Audregnies d'où elle rejoint par une courte section en site indépendant le chemin de Baisieux qu'elle suit pour poursuivre sur la rue de Bavay jusqu'à la gare vicinale de Baisieux, de là elle utilise les voies de la ligne 22A qui ont été électrifiées pour l'occasion,.
Le 2 juillet 1967 à l'occasion d'une réforme de structure du Groupe de Mons-Borinage, la ligne est limitée de Quiévrain à Wihéries Ferme avec remplacement par autobus sur la section supprimée. Cette suppression entraine la désaffectation des voies entre Wihéries Ferme et Quiévrain,.
Elle est supprimée le 15 mars 1970 en même temps que la ligne 9 et remplacée par une ligne d'autobus sous le même indice. La suppression de ces lignes entraine la fermeture à tout-trafic des sections Mons passage supérieur de l'avenue de Jemappes - Dour Trichères, Boussu Bois Vedette - Dour carrefour des rues Fulgence Masson et du Maréchal Foch (via Boussu Bois Temple) et Dour carrefour des rues Grande et du Général Leman - Wihéries Ferme,,,.

## Vestiges
- Superstructure :
  - accotement le long de l'avenue Victor Regnart entre Dour Belvédère et la sortie de l'agglomération ;
  - site propre entre la rue du Quesnoy et la rue des Chênes ;
  - accotement le long de la route de Quiévrain et du chemin de Wihéries ;
  - site propre entre le carrefour de la rue de l'Abbaye avec la rue du Calvaire et la place d'Audregnies, transformé en piste cyclable ;
  - accotement le long du chemin de Baisieux et de la rue de Bavay, transformé en piste cyclable.
- Dépôts et stations : Quaregnon.

## Infrastructure

### Dépôts et stations
Boussu, Quaregnon, Erquennes.

## Exploitation

### Horaires
Tableaux :
- 830 en 1958, numéro partagé entre les lignes 6 Mons SNCB - Élouges Place, 7 Mons SNCB - Quiévrain Rue de Valenciennes, 8 Mons SNCB - Erquennes Dépôt et 9 Mons SNCB - Dour Trichères[11].